# Gelis albicinctus
Gelis albicinctus là một loài tò vò trong họ Ichneumonidae.